# Zvonko Jadrešin
Zvonko Jadrešin (Biograd na Moru, 1945.) je hrvatski strojarski inženjer i društveni djelatnik.

## Životopis
Jadrešin roden je 1945. godine u Biogradu na Moru. Od 1953. godine živi u Rijeci gdje je zavšio osnovnu i srednju tehničku školu. Na Tehničkom fakultetu Sveučilišta u Rijeci stekao je zvanje inženjera strojarstva.
Jadrešin je gotovo cijeli svoj radni vijek bio je zaposlen u brodogradilištu 3. maj u Rijeci kao komercijalist, gdje je 2006. godine umirovljen na položaju zamjenika direktora sektora nabave i skladišta.
U Rotary pokret u Hrvatskoj se uključio 1991. godine. Osnivač je i prvi predsjednik Rotary kluba Rijeka, od 1992. do 1994. godine. Tijekom 2003./04. godine obnašao je dužnost PAG za priobalni pojas, a od 2007. od 2009. godine bio je asistent guvernera za Istarsku i Primorsko-goransku županiju. Bio je i predsjednik Rotary E-kluba Hrvatska u godini 2012./13. Dva puta mu je uručeno odličje Paul Harris Fellowship, najvažnije priznanje u Rotaryju International.
Jadrešin je s engleskog jezika preveo i 2022. godine u vlastitoj nakladi izdao djelo Manlyja P. Halla Tajna učenja svih vremena (engl. The Secret Teachings of All Ages), objavljeno 1928. godine. Također, preveo je i djelo Waltera L. Wilmshursta Smisao slobodnog zidarstva (engl. The Meaning of Masonry). Od 2024. godine je veliki majstor Velike lože Hrvatske.

## Vanjske poveznice
- Autroski članci na nova-akropola.com